# Środki produkcji

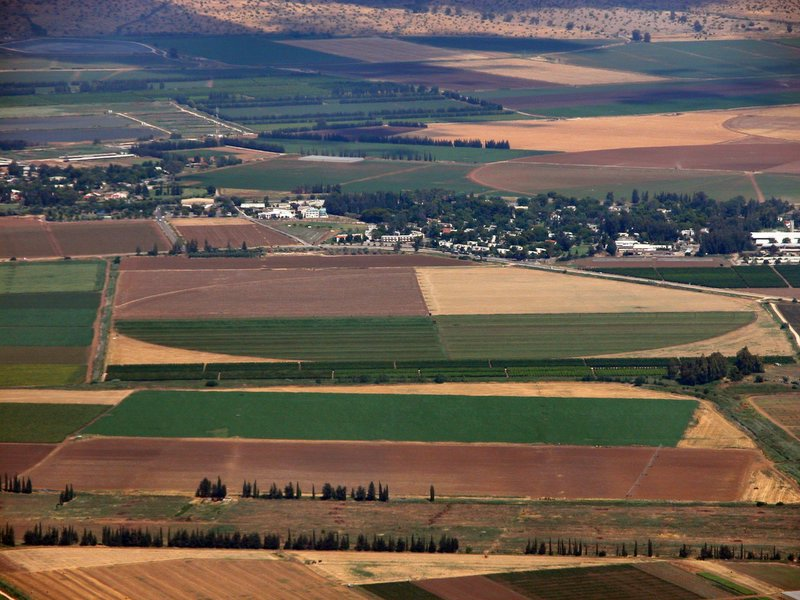
Ziemia uprawna

Środki produkcji – obiekty materialne niezbędne w procesie produkcji. Dzieli się je na przedmioty pracy takie jak surowce, materiały i półprodukty oraz środki pracy, m.in. czyli fabryki, w tym kopalnie, rafinerie i saliny, ziemię, maszyny i narzędzia. Środki produkcji są częścią dóbr kapitałowych.

## Agregatowa struktura produkcji
Środki produkcji są częścią składową dóbr wyższego rzędu (kapitału) w agregatowej strukturze produkcji. Według Schumpetera produkty dzieli się na dobra konsumpcyjne, zaspokajające obecne potrzeby jednostki oraz środki produkcji. Popyt na środki produkcji jest związany z szansą na zwiększenie marży zysku na wcześniej niewykorzystanych rynkach niezależnie czy kapitałowych (środków produkcji) czy konsumpcyjnych. Według Carla Mengera wartość środków produkcji jest związana z potencjalną wartością dóbr konsumpcyjnych. Wynika to z hipotetycznej sytuacji rynkowej, kiedy popyt na konkretne dobro konsumpcyjne niższego rzędu spada, dobro kapitałowe wyższego rzędu (środki produkcji), wykorzystywane w produkcji dóbr konsumpcyjnych nie koniecznie straci na wartości, ale spadnie na drugie miejsce pod względem swej użyteczności krańcowej. Carl Menger jako przykład użył hipotetycznej sytuacji na rynku dóbr tytoniowych, w której ludzie przestają palić. W tej sytuacji cena produktów tytoniowych spadła by do zera. Jednakże, nie wiadomo jaki wpływ miało by to zdarzenie na wartość dóbr wyższego rzędu (środków produkcji) wykorzystywanych dotychczas w procesie produkcji artykułów tytoniowych, takich jak liście tytoniu, ziarna tytoniu, narzędzia stosowane w ich produkcji, gospodarstwa tytoniowe oraz usługi pracy. Menger zauważa, że te środki produkcji, których cechą jest wyłączne zastosowanie jak ziarna lub liście, stracą całkowicie na wartości. Gospodarstwa i maszyny nie stracą swojej wartości, gdyż mogą zostać zaadaptowane do wytwarzania innego rodzaju produktów. W ten sposób dobra wyższego rzędu nie tracą całkowicie swoich właściwości pożądanych przez rynek, jeżeli ich zastosowanie jest różnorodne.
Wyłożony powyżej pogląd jest odwróceniem zasady ustanowionej przez Davida Ricardo, iż wartość dobra konsumpcyjnego wynika z wartości pracy i innych środków produkcji wykorzystanych w procesie jego produkcji. Tutaj to środki produkcji mają wartość dzięki popytowi na dobra konsumpcyjne. Jest to wynik debaty między szkołą austriacką a neoklasyczną w ekonomii nad cechami produkcji, które zwiększają dobrobyt w społeczeństwie. W konkluzji, to nie podział pracy jako taki jest przyczyną wzrostu dobrobytu, lecz stałe pogłębianie różnorodności dóbr i zwiększanie ich jakości, dzięki zmianom w wydajności produkcji.

## Marksizm
Pojęcie „środków produkcji” (niem. Produktionsmittel) jest kluczowym zagadnieniem w ekonomii marksistowskiej. System ekonomiczny państwa definiowany jest w niej przez sposób wykorzystania tych środków i przez to, która klasa społeczna je kontroluje.
Karol Marks analizując pozycję robotnika w procesie produkcji doszedł do wniosku, że w systemie wyzysku ludzka praca traktowana jest jako jeden ze środków produkcji, co sprowadza człowieka do roli przedmiotu. Kapitalista – właściciel środków produkcji konsumuje większość zysku (wartość dodatkową) w sytuacji, gdy rzeczywista wartość pracy robotnika jest większa od jego płacy. Robotnicy nie posiadając materialnych środków produkcji nie mogą stanowić sami o sobie w procesie produkcji, lecz ulegają uprzedmiotowieniu i w konsekwencji wyzyskowi. W przyszłości tę sytuację, zdaniem Marksa miała zmienić ogólnoświatowa rewolucja i powstanie ustroju komunistycznego, w którym poprzez wprowadzenie wspólnej (uspołecznionej) własności środków produkcji zamierzano zlikwidować podział na właścicieli i pracowników. Społeczeństwo komunistyczne miało mieć charakter bezklasowy, w którym dostęp do środków produkcji i dóbr produkowanych miał zależeć od indywidualnych zdolności, a nie strukturalnych nierówności społecznych.